# Байчурово
Байчурово (на руски: Байчурово) е село в Поворински район на Воронежка област на Русия.
Административен център на Байчуровското селище от селски тип.

## История
Началото на село Байчурово е положено през 1895 г., когато е построена железопътната линия Харков—Балашов. Именно тогава тук възниква железопътната станция Байчурово. През 1895 – 1896 г. към нея са издигнати водонапорна кула и казарма. От двете страни на станцията са били разположени земи на помешчици.
Статут на село Байчурово получава през 1910 г. През 1919 г. в Байчурово е имало 69 къщи и са живеели 483 души.

## Население
| 1959 | 2010 |
| ---- | ---- |
| 2357 | 1577 |

## Улична мрежа
| - ул. 50 лет Октября, - ул. 60 лет Октября, - ул. Базарная, - ул. Берёзка, - ул. Горького, - ул. Кирова, - ул. Колхозная, | - ул. Л. Толстого, - ул. Ленинская, - ул. Народная, - ул. Октябрьская, - ул. Свобода, - ул. Советская, - ул. Энергетиков, | - пер. Народный, - пер. Октябрьский, - пер. Советский. |